# Leitzersdorf
Leitzersdorf – gmina w Austrii, w kraju związkowym Dolna Austria, w powiecie Korneuburg. Według Austriackiego Urzędu Statystycznego liczyła 1 267 mieszkańców (1 stycznia 2014).